# Núr-ili
Núr-ili (akkad. „světlo Boží“) – byl král Asýrie v období mezi roky 1483–1472 př. n. l. Byl to syn předchozího krále Enlil-násira I.
Za vlády jeho otce byla asyrská vojska několikrát poražena mitannskou armádou pod vedením krále Šauštatara. V důsledku toho pak Núr-ili v Asýrii vládl jako regent pod dohledem mitannského vladaře. Podle královského seznamu byl současníkem Ulam-Buriaše z Karduniaše (Babylónu). U moci byl 12 let a po jeho smrti se asyrským králem stal jeho syn Aššur-šadúni